# پیناسکا
پیناسکا (به ایتالیایی: Pinasca) یک کومونه در ایتالیا است که در استان تورین واقع شده‌است.

## خصوصیات
پیناسکا ۳۴٫۸ کیلومترمربع مساحت و ۲٬۹۸۰ نفر جمعیت دارد و ۵۶۰ متر بالاتر از سطح دریا واقع شده‌است.

## خواهرخوانده
شهر Wiernsheim خواهرخواندهٔ پیناسکا هست.